# ديفيد نيسم لورانس
ديفيد نيسم لورانس (بالإنجليزية: David Nessim Lawrence)‏ (و. 1960 – م) هو ملحن، وممثل، وموزع من الولايات المتحدة الأمريكية.

## وصلات خارجية
- ديفيد نيسم لورانس على موقع IMDb (الإنجليزية)
- ديفيد نيسم لورانس على موقع قاعدة بيانات برودواي على الإنترنت (الإنجليزية)
- ديفيد نيسم لورانس على موقع أول ميوزيك (الإنجليزية)
- ديفيد نيسم لورانس على موقع قاعدة بيانات الفيلم (الإنجليزية)